# Paul Cuffe

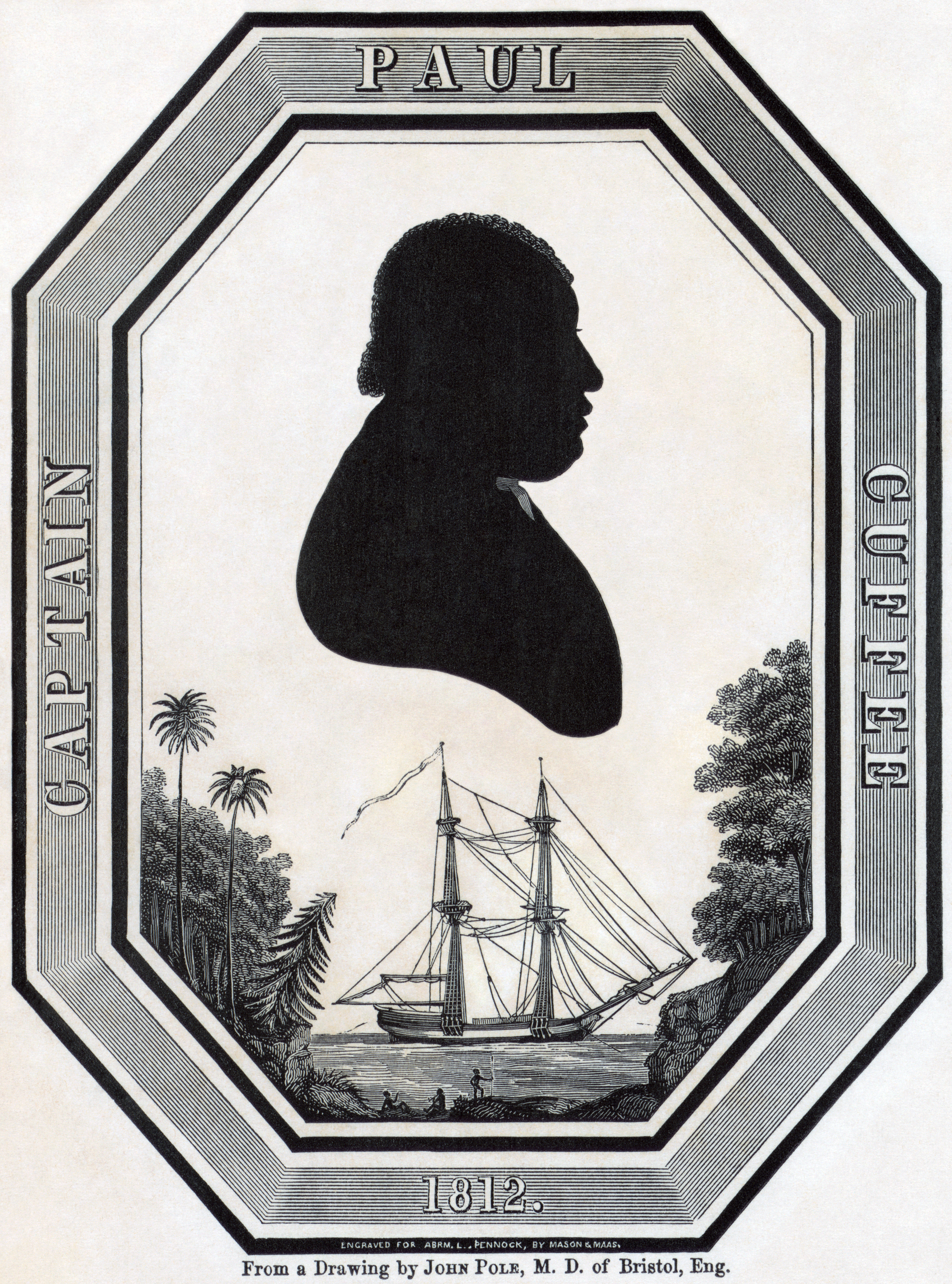
Paul Cuffe.

Paul Cuffe (1759, Cuttyhunk Island, Massachusetts – † 9 de septiembre de 1817) fue un naviero, empresario e ideólogo estadounidense, de madre amerindia y padre de raza negra, que en 1815 levó a cabo una experiencia de repatriación hacia la actual Sierra Leona, en África occidental, antecedente de la Sociedad Americana de Colonización fundadora de Liberia.